# Carson (Califórnia)
Carson é uma cidade localizada no estado americano da Califórnia, no Condado de Los Angeles. Foi incorporada em 20 de fevereiro de 1968.

## Geografia
De acordo com o United States Census Bureau, a cidade tem uma área de 49,1 km², onde 48,5 km² estão cobertos por terra e 0,6 km² por água.

### Localidades na vizinhança
O diagrama seguinte representa as localidades num raio de 8 km ao redor de Carson.

## Demografia
Segundo o censo nacional de 2010, a sua população é de 91 714 habitantes e sua densidade populacional é de 1 891,61 hab/km². Possui 26 226 residências, que resulta em uma densidade de 540,91 residências/km².